# Heinrich Christoph Koch
Pour les articles homonymes, voir Koch.
Heinrich Christoph Koch (né  le 10 octobre 1749 à Rudolstadt ; mort le 19 mars 1816 dans la même ville) est un théoricien de la musique et un lexicographe allemand. Son ouvrage d'analyse musicale a été largement diffusé en Allemagne et au Danemark ; la théorie de la forme ou de la syntaxe est utilisée pour analyser la musique des 18e et 19e siècles.

## Biographie
Heinrich Christoph Koch travailla dans sa jeunesse comme violoniste dans la chapelle de la cour de Rudolstadt, et à partir de 1772 comme musicien de chambre. Il reçut des leçons de violon et de composition de Christian Gotthelf Scheinpflug (de) et étudia temporairement à Weimar, Dresde, Berlin et Hambourg. Il passa ensuite le reste de sa vie à Rudolstadt. En 1792, il fut nommé maître de chapelle, mais retourna volontairement au premier violon au bout d'un an. Il continua ensuite à être actif en tant que compositeur et écrivain musical. En 1818, il fut élu membre de l'Académie suédoise de musique, qui n'était pas informée de son décès. Son Lexique musical (de) (1802) fut le plus influent après celui de Johann Gottfried Walther (1732) et avant les encyclopédies de Schilling (1835-38) et de Mendel/Reissmann (1870-83) ; il résume l'ensemble des connaissances du baroque et du début de la période classique. Son "Versuch einer Anleitung zur Komposition" traite pour la première fois de manière détaillée et systématique de l'harmonie, de la mélodie et de la syntaxe, ce qui en fait le précurseur le plus important des théories (certes divergentes) de Hugo Riemann en la matière.

## Œuvres

### Écrits
- Versuch einer Anleitung zur Composition, 3 volumes. Rudolstadt et Leipzig 1782, 1787, 1793, chez Adam Friedrich Böhme. Reprint Olms, Hildesheim, 1969 ; Studienausgabe in einem Band, éd. par Jo Wilhelm Siebert. Siebert, Hannover, 2007. Nouvelle composition et fac-similé numérique dans : Musiktheoretische Quellen 1750-1800, éd. par Ulrich Kaiser. Directmedia, Berlin, 2007,  (ISBN 978-3-89853-615-8).
  - Vol. 1, 1782, Von der Art und Weise wie Töne an und für sich betrachtet harmonisch verbunden et Vom Contrapuncte. Université de Strasbourg
  - Vol. 2, 1787, De la manière dont la mélodie est liée en tenant compte des règles mécaniques. Université de Strasbourg
  - Vol. 3, 1793, suite Des règles mécaniques de la mélodie : De la liaison des parties mélodiques, ou de la construction des périodes. Université de Strasbourg.
- (éd.) Journal der Tonkunst[1]. Erfurt 1795.
- Lexique musical, contenant l'art théorique et pratique des sons, traité de façon encyclopédique, expliquant tous les mots d'art anciens et nouveaux, et décrivant les instruments anciens et nouveaux. Francfort 1802 pdf, 46Mb (Version en ligne)
- Kurzgefasstes Handwörterbuch der Musik für praktische Tonkünstler und für Dilettanten. Leipzig 1807.
- Sur l'expression technique : Tempo rubato. In : Allgemeine musikalische Zeitung 10, 1808, sp. 513-519.
- Handbuch bey dem Studium der Harmonie. Leipzig 1811.
- Versuch, aus der harten und weichen Tonart jeder Tonstufe der diatonisch-Chromatischen Leiter mittels des enharmonischen Tonwechsel in die Dur- und Molltonart der übrigen Stufen zuweichen. Rudolstadt 1812.

### Compositions
Mis à part les exemples de partitions dans ses ouvrages théoriques, les œuvres de composition de Koch ont disparu, notamment des cantates, un singspiel Die Stimme der Freude in Hygeens Haine (1790), de la musique instrumentale et religieuse. Dans le fonds de la chapelle de la cour (aux Thüringisches Staatsarchiv Rudolstadt), on trouve sept symphonies de "Koch". Celles-ci ne sont pas mentionnées dans les listes d'œuvres contemporaines, mais Koch utilise l'exposition du premier mouvement de l'une de ces symphonies comme exemple musical, sans mention d'auteur (Versuch, dritter und letzter Theil, p. 386), ce qui peut être considéré comme un indice de sa qualité d'auteur.